# 1959 au Québec
Cet article traite des événements survenus en 1959 au Québec. 

## Événements

### Janvier
- 9 janvier : la grève des réalisateurs de Radio-Canada, commencée en décembre, se poursuit. Le gouvernement fédéral refuse d'intervenir dans le conflit[1].
- 21 janvier : Jean Duceppe, président de l'Union des artistes, annonce son appui aux réalisateurs de Radio-Canada[2].
- 23 janvier : le journaliste René Lévesque décide de s'impliquer dans le conflit. Dans un article du Devoir, il écrit : « Nous ne rentrerons pas à quatre pattes »[3].
- 27 janvier : le restaurateur Frank Roncarelli gagne sa cause en Cour Suprême contre le premier ministre Duplessis, qui devra lui payer 33,000 $ en dommages-intérêts. Celui-ci lui avait enlevé son permis de restauration en 1946 pour avoir payé le cautionnement de Témoins de Jéhovah, arrêtés pour avoir distribué des pamphlets jugés séditieux par le gouvernement[4].

### Février
- 9 février : les négociations reprennent entre la SRC et ses réalisateurs[5].
- 13 février : le navire Helga Dan est le premier transatlantique à accoster à Québec à la suite d'une navigation océanique d'hiver[6].

### Mars
- 1er mars : la SRC remet en question le problème de l'affiliation syndicale. Les négociations sont rompues[7].
- 2 mars : mille personnes manifestent devant l'immeuble de la SRC à Montréal mais ils sont dispersés par la police à cheval. 28 personnes sont arrêtées dont Jean Marchand et René Lévesque[8].
- 5 mars : la session est prorogée[9].
- 7 mars : une entente finale intervient. L'affiliation est refusée aux réalisateurs qui auront cependant droit à la négociation collective, à l'arbitrage impartial et à l'assistance technique de la part d'un syndicat, soit la CTCC[10].
- 20 mars : l'Union des artistes obtient son autonomie face au Conseil canadien des arts[11].

### Avril
- 25 avril : mise en service de la Voie maritime du Saint-Laurent[12].
- 26 avril : en visite à Montréal, Fidel Castro est interviewé par René Lévesque[13].

### Mai
- 3 mai : Marie-Marguerite d'Youville est la première Québécoise à être béatifiée[14].

### Juin
- 25 juin : inauguration officielle de la Voie maritime du Saint-Laurent par la reine Élisabeth II et par le président américain Eisenhower[15].

### Juillet
- 27 juillet : la SRC annonce que l'émission Point de mire sera retirée de l'antenne à partir de l'automne. Certains croient à un règlement de comptes contre René Lévesque, qui a appuyé les réalisateurs lors de leur grève de l'hiver passé[16].

### Août
- 30 août : le tramway est utilisé pour la dernière fois à Montréal[17].

### Septembre
- 7 septembre : Maurice Duplessis est terrassé par une hémorragie cérébrale lors d'une visite sur les terres de l’Iron Ore à Schefferville. Il meurt à l'âge de 69 ans[18].
- 11 septembre : Paul Sauvé est choisi pour succéder à Maurice Duplessis. Son gouvernement est assermenté le lendemain[19].
- 16 septembre : l'UN remporte facilement les élections partielles de Labelle et de Lac-Saint-Jean. Fernand Lafontaine, nouveau député de Labelle, est considéré comme ministrable[20].

### Octobre
- 8 octobre : Jean Lesage sort son livre Lesage s'engage qui servira de plate-forme électorale lors des prochaines élections[21].
- 9 octobre : Paul Sauvé inaugure l'autoroute des Laurentides[22].

### Novembre
- 1er novembre : Jacques Plante est le premier gardien de but au hockey sur glace à utiliser un masque lors d'un match des Canadiens de Montréal contre les Rangers de New York[23].
- 18 novembre : ouverture de la quatrième session de la 25e législature. Le discours du Trône annonce la gratuité scolaire, le développement de l'enseignement secondaire public et la création d'un ministère des Affaires fédérales-provinciales et d'un Conseil d'orientation économique. Le mot d'ordre du nouveau gouvernement est : « Désormais… »[24]

### Décembre
- 10 décembre : le budget Bourque prévoit un surplus de 500,000 $ pour l'année 1959-1960[25].
- 28 décembre : Antonio Barrette, ministre du Travail, annonce une augmentation du salaire minimum à 69 cents pour Montréal, 62 cents pour Québec et 57 cents pour les plus petites villes. Auparavant, il était respectivement de 60, 53 et 50 cents l'heure[26].

## Naissances
- Carole Laganière (réalisatrice)  († 6 février 2023)
- Mario Beaulieu (homme politique)
- Pascal Elie  (caricaturiste) († 21 octobre 2022)
- 16 janvier -
  - Bruno Fecteau (musicien et professeur) († 8 janvier 2011)
  - Patricia Tulasne (actrice)
- 24 janvier - Bruno Landry (comédien)
- 1 février - Mark Hardy (joueur de hockey sur glace)
- 13 février - Gaston Gingras (joueur de hockey sur glace)
- 25 février - Carl Marotte (acteur)
- 4 avril - Marco Baron (joueur de hockey)
- 10 avril - Roger La Rue (acteur)
- 11 avril - Pierre Lacroix  (joueur de hockey)
- 15 avril - Kevin Lowe (joueur de hockey)
- 13 mai - Vincent Graton (acteur)
- 22 mai - Harry Standjofski (acteur, dramaturge, doubleur) († 18 juillet 2025)
- 4 juillet - Chantal Rouleau (entrepreneure et femme politique)
- 6 juillet - Maryse Gaudreault (femme politique)
- 9 juillet - Élaine Zakaïb (femme politique) († 1er octobre 2018)
- 14 juillet - Lucie Charlebois (femme politique)
- 28 juillet - Daniel Bernard  (ingénieur et homme politique)
- 30 juillet - Lorraine Richard (femme politique)
- 18 août - Laurence Jalbert (chanteuse)
- 20 août - François Ouimet (homme politique)
- 24 août - Marie Carmen (chanteuse)
- 28 août - Arthur Holden (acteur)
- 31 août - Robert Mongrain (joueur et entraineur de hockey)
- 2 septembre - Guy Laliberté (homme d'affaires, fondateur du Cirque du soleil)
- 8 septembre - Carmen Campagne (chanteuse) († 4 juillet 2018)
- 26 septembre - François Bourassa (musicien)
- 7 octobre - Jean-Marc Fournier (homme politique)
- 21 octobre - Vincent Tremblay (joueur de hockey)
- 29 octobre - Daniel Dugas (artiste)
- 12 novembre - Luc Guérin (acteur)
- 17 novembre - Guy André (homme politique)
- 28 novembre - Nancy Charest (femme politique) († 1er mars 2014)
- 5 décembre - Julie Boulet (femme politique)
- 15 décembre - Marc-André Lussier (journaliste, critique de film et blogueur pour le journal La Presse) († 30 juin 2023)

## Décès
- Arthur Saint-Pierre (journaliste) (º 30 septembre 1885)
- 20 février - Georges-Étienne Dansereau (homme politique) (º 12 août 1898)
- 3 mars - Philémon Cousineau (homme politique, ancien chef du Parti conservateur du Québec) (º 25 octobre 1874)
- 7 septembre - Maurice Duplessis, (premier ministre du Québec alors qu'il était en fonction) (º 20 avril 1890)
- 19 novembre - Joseph Charbonneau, (archevêque de Montréal) (º 31 juillet 1892)

### Articles généraux
- Chronologie de l'histoire du Québec (1931 à 1959)
- L'année 1959 dans le monde
- 1959 au Canada

### Articles sur l'année 1959 au Québec
- Gouvernement Paul Sauvé
- Voie maritime du Saint-Laurent

## Sources et références
1. ↑  Pierre Godin.René Lévesque tome 1. Boréal. 1994. p. 342
2. ↑   « Les menaces de Radio-Canada ne nous feront pas céder ». Le Devoir. 2 janvier 1959. p. 1
3. ↑  René Lévesque, « Nous ne rentrerons pas à quatre pattes », Le Devoir,‎ 23 janvier 1959, p. 2
4. ↑  bilan du Siècle
5. ↑  Les 74 réalisateurs de Radio-Canada: L'accord ne sera signé qu'une fois tout réglé. Le Devoir. 10 février 1959. p. 1, 2
6. ↑  Bilan du Siècle
7. ↑  Pierre Godin. René Lévesque tome 1. Boréal. Montréal. 1994. p. 355
8. ↑  Pierre Godin.René Lévesque, tome 1. Boréal. Montréal. 1994.  p. 355
9. ↑  Chronologie parlementaire 1957-1959
10. ↑  Pierre Godin. René Lévesque tome 1. Boréal. Montréal. 1994. , p. 357
11. ↑  L'Union des artistes acquiert son autonomie. Le Devoir. 21 mars 1959. p. 2
12. ↑  75 navires à l'ouverture de la voie maritime du St-Laurent. Le Devoir. 27 avril 1959. p.3
13. ↑  Pierre Godin. René Lévesque tome 1. Boréal. Montréal. 1994. p. 367
14. ↑  Bilan du Siècle
15. ↑  Bilan du Siècle
16. ↑  René Lévesque, tome 1, p. 368
17. ↑  Bilan du Siècle
18. ↑  Bilan du Siècle
19. ↑  Bilan du Siècle
20. ↑  Bilan du Siècle
21. ↑  Bilan du Siècle
22. ↑  Michel Roy, « Montréal doit demeurer la métropole, déclare M. Sauvé à l'inauguration de l'autoroute », Le Devoir,‎ 10 octobre 1959, p. 1-2
23. ↑  Bilan du Siècle
24. ↑  Louis La Rochelle. En flagrant délit de pouvoir. Boréal. 1982. p. 14
25. ↑  Idem, p. 16
26. ↑  Fernand Bourret, « Québec porte le salaire minimum à 69 cents pour Montréal, à 62 cents pour Québec et à 57 cents pour les plus petites villes », Le Devoir,‎ 29 décembre 1959, p. 1